# Remiz pendulinus
Il pendolino europeo (Remiz pendulinus (Linnaeus, 1758)) è un uccello della famiglia Remizidae.

## Descrizione
Il pendolino è lungo 11 cm, ed ha un peso di 10 grammi. Ha la testa grigia biancastra con maschera nera il groppone rossiccio, ed il petto più chiaro variegato di macchie rossicce molto maggiori nel maschio, ali e coda marroni e nere con le penne bordate di bianco.Maschi e femmine sono simili, mentre i giovani non hanno la mascherina nera e la testa è marroncina.

## Biologia

### Alimentazione
Uccello insettivoro, si nutre di insetti e ragni, raramente integra con semi e bacche.

### Riproduzione

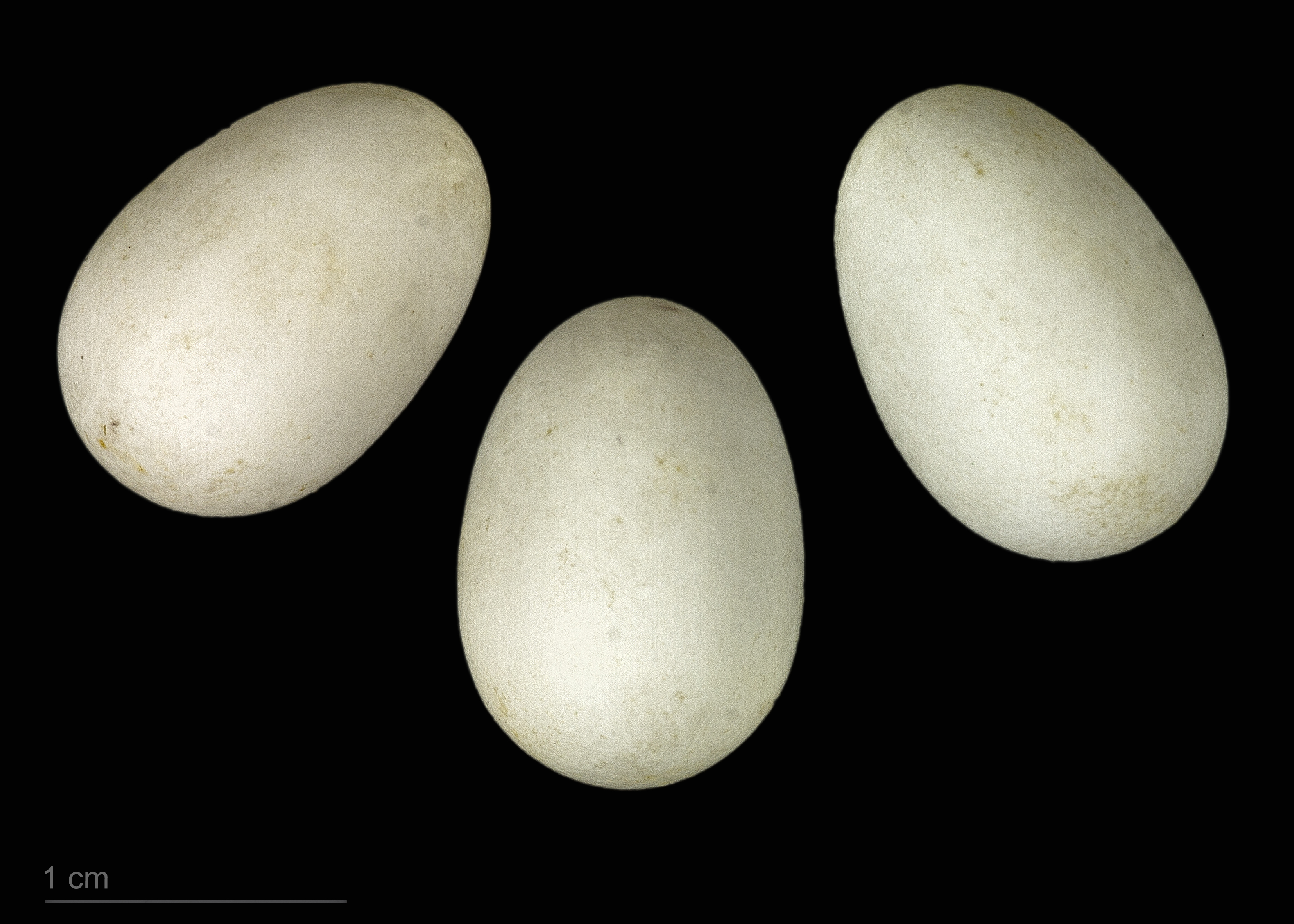
Uovo di Remiz pendulinus - Museo di Tolosa

Nidificano tra aprile e luglio, il maschio trova il posto ideale per il nido, ci attira la femmina, ed insieme lo completano, il compito della cova, e dello svezzamento dei pulli è compito esclusivo della femmina, il maschio nel frattempo si cerca un'altra femmina, per iniziare una nuova riproduzione. Interessante è sapere che il pendolino costruisce un nido a forma di sacchetto, fatto di fibre vegetali sapientemente intrecciate con pappi di salice e tifa, e tenuto insieme da ragnatele, che viene appeso a dei rametti in vicinanza dell'acqua, spesso a vari metri d'altezza, su un salice o un pioppo. Alternativamente può costruirlo su delle canne. Il maschio inizia la costruzione di più nidi, cantando in modo da attirare una femmina, la quale, se ne sceglie uno, aiuterà il maschio a ultimarlo e vi rimarrà per la deposizione. Solo quando la coppia è formata verrà costruito il tubo di ingresso, che guarda in basso.

## Distribuzione e habitat
Nidifica prevalentemente nelle regioni a Nord dell'Eurasia, dove ci siano corsi d'acqua ed ambienti palustri come canneti, boschi di salici e pioppeti. In Italia abbiamo degli esemplari stazionari, ed altri che vengono a svernare.

## Sistematica
Sono note 4 sottospecie:
- Remiz pendulinus caspius (Peltzam, 1870)
- Remiz pendulinus jaxarticus (Severtsov, 1873)
- Remiz pendulinus menzbieri (Zarudny, 1913)
- Remiz pendulinus pendulinus (Linnaeus, 1758)